# Oberroth
Oberroth er en kommune i Landkreis Neu-Ulm i Regierungsbezirk Schwaben i den tyske delstat Bayern. Den er en del af Verwaltungsgemeinschaft Buch.

## Geografi
Oberroth ligger i Region Donau-Iller i Mittelschwaben i dalen til floden Roth, 30 km nord for Memmingen og 30 km syd for Ulm.
I kommunen ligger landsbyen Schalkshofen.

## Historie
Oberroth hed omkring 780 Rota. I 898 er den nævnt i en kejserlig bekendtgørelse. Oberroth hørte til Ærkestiftet Augsburg. Fra Reichsdeputationshauptschluss i 1803 hørte byen til Bayern.